# Le Ragas
Le Ragas est une exsurgence vauclusienne située sur la commune du Revest-les-Eaux dans le département du Var. C'est l'une des sources du Las. 

## Exploration
La profondeur de 151 m a été atteinte en 1989 par un plongeur spéléologue, Jean Jacques Bolanz, et celle de 158 m le 20 mars 2021 par Patrice Cabanel.

## Hydrologie
L'origine des eaux provient du massif de Siou-Blanc. Le débit moyen est de 0,5 m3/s mais en crue il atteint 60 m3/s.